# Steagul Republicii Rio Grande

Stegul Republicii Rio Grande

Steagul Republicii Rio Grande a fost utilizat în 1840, în timpul celor 283 de zile, din 17 ianuarie până în 6 noiembrie , pe perioada existenței republicii. Acest stat efemer a fost format din statele Mexicului Coahuila, Nuevo León și Tamaulipas. 
Steagul Republicii Rio Grande are o bandă verticală roșie la catarg pe care există trei trei stele egale, de forma unor pentagoane stelate, dispuse vertical, la egală distanță. Cele trei stele reprezeintă cele trei state, Coahuila, Nuevo León și Tamaulipas, care secesionaseră din Estados Unidos Mexicanos. Câmpul rămas, este divizat vertical în două dreptunghiuri egale, cel superior este alb, iar cel inferior este negru. 
Este foarte probabil ca steagul Republicii Rio Grande să fi fost inspirat de designul steagului Republicii Texas, care avea aceleași idealuri de păstrare a drepturilor cetățenilor săi ca și cele ale Republicii Rio Grande. Steagul vecinului nordic independent, Republic of Texas, a fost adoptat în 1838 înlocuind Steagul lui Burnet, care fusese, la rândul său, inspirat din steagul efemerei Republicii a Floridei de Vest, conform originalului Republic of West Florida.
Recent, au existat discuții referitoare la culorile originale ale steagului, și în special referitor la culoarea dreptunghiului inferior, aflat la dreapta benzii verticale roșii. S-a considerat mereu că acest dreptunghi este negru. Dar cum oamenii care au efectuat secesiunea celor trei state Coahuila, Nuevo León și Tamaulipas erau toți de origine mexicană, ar părea logic ca aceștia să fi dorit să folosească culorile steagului Mexicului, dar atfel aranjate. Conform acestei păreri, culoarea originală a benzii inferioare ar fi fost verde închis, care s-ar fi deteriorat datorită timpului, condițiilor de păstrare și al reacțiilor chimice ale pigmentului folosit original.